# Kosala

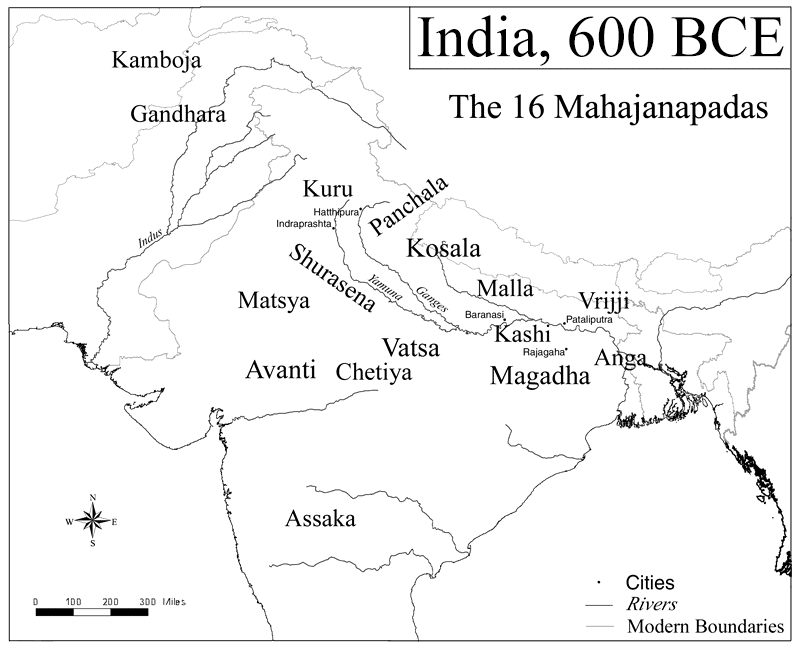
Nordindien, ca. 600 v. Chr.

Nordindien, ca. 375 n. Chr.

Kosala oder Koshala (Sanskrit: कोशल, Kośala) war ein indisches Königreich im Norden der Gangesebene zur Zeit des historischen Buddha Gotama (um 500 v. Chr.).

## Geschichte

### Nördliches Königreich Kosala
Kosala war eines von 16 Großstammestümern (den sogenannten Mahajanapadas) und lag im Norden des heutigen indischen Bundesstaates Uttar Pradesh. Die Hauptstadt von Kosala war Shravasti (Savatthi oder Saketa), welches vor allem in der buddhistischen Literatur der Name von Ayodhya ist. Zur Zeit Buddhas wurde das Königreich von Mahakosala, Pasenadi und Vidudabha regiert. 
Kosala wird in den altindischen Epen Ramayana, Mahabharata und in den Puranas erwähnt. Laut dem Ramayana und den Puranas hieß die Hauptstadt Ayodhya. Im Ramayana sitzt der König Dasharatha, der Vater von Rama, in Ayodhya auf dem Löwenthron (simhasana).

### Südliches Königreich Kosala
Im Ramayana wird die Aufteilung des Königreichs Kosala unter den Brüdern Lava und Kusha erwähnt; Kusha erhielt den südlichen Teil (dakshina kosala), der heute ungefähr dem Zentralgebiet des indischen Bundesstaats Chhattisgarh entspricht und dessen Hauptstadt von einigen mit Sirpur (Sripuri) gleichgesetzt wird. Während der nördliche Reichsteil nach einer Reihe zermürbender Kriege bereits um 450 v. Chr. vom Nachbarstaat Magadha annektiert wurde, existierte der südliche Teil noch bis zur Gründung des islamischen Sultanats von Delhi (1206), welches seine Macht schnell nach Osten und Südosten auszudehnen vermochte.